# Robert Goldsmith
Robert Burrell Frederick Kinglake Goldsmith, CB, CBE (* 21. Juni 1907; † 7. April 1995) war ein britischer Offizier und zuletzt Generalmajor der British Army, der unter anderem von 1959 bis 1962 Kommandeur des Militärbezirks Yorkshire (District Officer Commanding, Yorkshire District) war.

## Leben

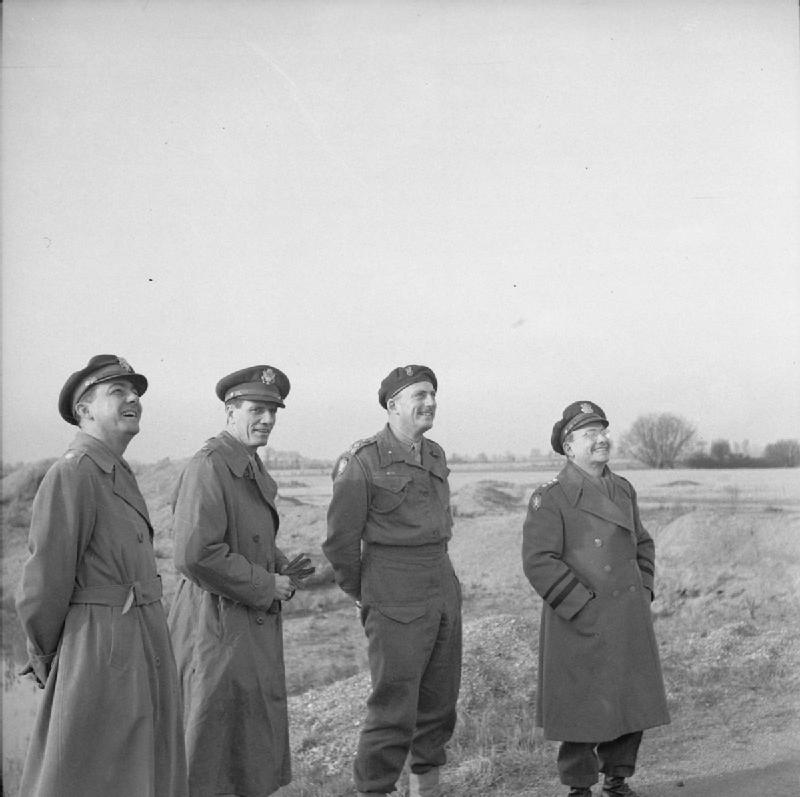
Brigadier Robert Goldsmith (2.v.r.) mit US-Generalleutnant Lewis H. Brereton (rechts) während der „Operation Market Garden“ (September 1944).

Robert Burrell Frederick Kinglake Goldsmith, Sohn von Oberst Harry Dundas Goldsmith, CBE, DSO, absolvierte eine Offiziersausbildung und wurde 1927 als Second Lieutenant in das Leichte Infanterieregiment The Duke of Cornwall’s Light Infantry übernommen. In den folgenden Jahren folgten zahlreiche Verwendungen als Offizier und Stabsoffizier. Während des Zweiten Weltkrieges wurde ihm am 15. August 1944 der kommissarische Rang eines Acting Brigadier verliehen und er war daraufhin zwischen 1944 und 1945 stellvertretender Chef des Stabes der Ersten Alliierten Luftlandearmee (First Allied Airborne Army). In dieser Funktion war er an Planung, Organisation und Durchführung der „Operation Market Garden“ (17. bis 27. September 1944) beteiligt, eine Luft-Boden-Operation der Alliierten in den niederländischen Provinzen Noord-Brabant und Gelderland und in äußerst geringem Umfang am Niederrhein in Deutschland, die das Ziel hatte, den deutschen Westwall zu umgehen und den britischen und amerikanischen Truppen einen raschen Vorstoß ins Deutsche Reich zu ermöglichen.
Nach Kriegsende wurde Goldsmith 1945 Erster Generalstabsoffizier im Kriegsministerium (General Staff Officer 1, War Office) und war zwischen 1950 und 1951 Kommandeur der 131. Infanteriebrigade (Commanding Officer, 131st Brigade). Im Anschluss fungierte er von September 1951 bis September 1954 als Chef des Stabes der britischen Truppen in Ägypten (Chief of Staff, British Troops in Egypt) und wurde für seine Verdienste 1952 zum Commander des Order of the British Empire (CBE) ernannt. Nach seiner Rückkehr war er zwischen November 1954 und November 1956 im Kriegsministerium stellvertretender Direktor für Personaldienste (Deputy Director of Personal Services, War Office) und wurde 1955 auch zum Companion des Order of the Bath (CB) ernannt.
Nach seiner Beförderung zum Major-General übernahm Goldsmith im November 1956 den Posten als Chef des Stabes des Heereskommandos West (Chief of Staff, Western Command) und bekleidete diesen bis Oktober 1959. Am 27. Oktober 1958 übernahm er von Generalmajor Vyvyan Evelegh als Ehrenamt als Colonel of the Duke of Cornwall’s Light Infantry und übte dieses bis 1959 aus, woraufhin die Regimenter Duke of Cornwall’s Light Infantry und The Somerset Light Infantry (Prince Albert’s) zum neuen Regiment The Somerset and Cornwall Light Infantry zusammengelegt wurde, deren erster Colonel Field Marshal John Harding, 1. Baron Harding of Petherton wurde. Zuletzt wurde er im Oktober 1959 Kommandeur des Militärbezirks Yorkshire (District Officer Commanding, Yorkshire District) und hatte dieses Kommando bis zu seinem Eintritt in den Ruhestand im September 1962 inne.
1935 heiratete Goldsmith Brenda Goldsmith, die 1983 verstarb.